# (22112) Staceyraw
(22112) Staceyraw (2000 QO181) – planetoida z pasa głównego asteroid okrążająca Słońce w ciągu 3,62 lat w średniej odległości 2,36 j.a. Odkryta 31 sierpnia 2000 roku.